# PÜNCT
PÜNCT est un jeu de stratégie combinatoire abstrait de Kris Burm sorti en 2005.